# Coza
Coza – wieś w Rumunii, w okręgu Vrancea, w gminie Tulnici. W 2011 roku liczyła 799
mieszkańców.